# Флитвуд Таун
«Фли́твуд Та́ун» (полное название — Футбольный клуб «Флитвуд Таун»; англ. Fleetwood Town Football Club, английское произношение: ['fli:twud ˈtaʊn 'futbɔ:l klʌb]) — английский профессиональный футбольный клуб из города Флитвуд, графство Ланкашир, Северо-Западная Англия. Является правопреемником команд «Флитвуд» (основан в 1908 году), «Флитвуд Таун» (основан в 1977 году) и «Флитвуд Уондерерс» (основан в 1998 году). Нынешнее название носит с 2002 года.
Домашние матчи проводит на стадионе «Хайбери», вмещающем более 5 тысяч зрителей. Прозвище фанатов клуба — «рыбаки» (The Fishermen) и «тральщики» (The Trawlermen).
Выступает в Лиге 2, четвёртом по значимости дивизионе в системе футбольных лиг Англии.

## История
Футбол во Флитвуде появился в 1880-х годах. Первой городской командой стал клуб «Флитвуд Рейнджерс».
«ФК Флитвуд» в сезоне 1923/24 одержал победу в чемпионате Лиги Ланкашира (англ. Lancashire Combination), а с 1932 по 1934 год трижды подряд выигрывал кубок этой лиги. Ворота команды в 1932 году защищал 18-летний Фрэнк Свифт, будущий голкипер сборной Англии, впоследствии погибший в авиакатастрофе под Мюнхеном.
В 1968 году клуб вошёл в число основателей Северной Премьер-лиги, заняв в дебютном сезоне 1968/69 10-е место. Фактически эта лига являлась пятым по значимости дивизионом футбола в Англии. В 1971 году «Флитвуд» выиграл Кубок Северной Премьер-лиги. В чемпионате команда занимала места во второй половине турнирной таблицы. В сезонах 1974/75 и 1975/76 клуб занял последнее место в чемпионате и в 1976 году был расформирован по финансовым причинам. В честь одного из лидеров той команды — Перси Ронсона — сейчас называется одна из трибун стадиона «Хайбери».
В 1977 году клуб был возрождён под названием «Флитвуд Таун» и начал выступления в первом дивизионе Лиги Чешира. В 1982 году клуб перешёл во второй дивизион Лиги Северо-западных графств (англ. North West Counties Football League). В 1984 год команда получила право играть в первом дивизионе Лиги. В 1985 году клуб вышел в финал Вазы ФА, в котором на «Уэмбли» уступил клубу «Хэйлсоуэн Таун» со счётом 1:3.
В 1987 году клуб вошёл в состав Северной Премьер-лиги, в 1988 году стал победителем её Первого дивизиона. В сезоне 1990/91 команда добилась наибольшего успеха, заняв четвёртое место в Северной Премьер-лиге. По итогам сезона 1993/94 «Флитвуд Таун» вылетел в Первый дивизион Северной Премьер-лиги, а в 1996 году команду расформировали.
В 1997 году клуб воссоздали под названием «Флитвуд Уондерерс». Он вошёл в Первый дивизион Лиги Северо-западных графств (10-й уровень системы лиг). По условиям спонсорского соглашения название команды сразу же изменили на «Флитвуд Фрипорт». В 1999 году клуб поднялся в премьер-дивизион Лиги Северо-западных графств. В 2002 году клуб получил своё нынешнее название — «Флитвуд Таун».
В 2003 году пост президента клуба занял бизнесмен Эндрю Пайли, главным тренером стал Тони Гринвуд. В 2006 году команда вышла в премьер-дивизион Северной премьер-лиги.
В сезоне 2006/07 клуб занял 8 место в чемпионате, а также выиграл Кубок вызова Северной Премьер-лиги, победив в финале «Мэтлок Таун» со счётом 1:0.
В сезоне 2007/08 Флитвуд Таун выиграл чемпионат Северной Премьер-лиги и получил право выступать в Конференции Север. В этом же сезоне был установлен рекорд посещаемости дивизиона.
Сезон 2008/09 клуб начал слабо и тренерский штаб во главе с Тони Гринвудом был уволен. Должность главного тренера занял Микки Меллон, до этого работавший с юношеской командой «Бернли». В этом сезоне Флитвуд Таун впервые в истории вышел во второй раунд Кубка Англии.
По итогам драматичного сезона 2009/10 клуб завоевал путёвку в Конференцию. По ходу чемпионата с соревнований снялся «Фарсли Селтик», а результаты его игр были отменены. Из-за этого «Флитвуд» на финише чемпионата уступил одно очко «Саутпорту». «Флитвуд» был вынужден выступать в матчах плей-офф. В полуфинале в серии пенальти был обыгран «Дройлсден», а в финале со счётом 2:1 клуб одержал победу над «Олфретон Таун».
Перед стартом сезона 2010/11 клуб перевёл всех футболистов на профессиональные контракты, что привело к тому, что ряд игроков, во главе с капитаном Джейми Миллиганом, покинули команду. По ходу чемпионата «Флитвуд» держался в верхней части таблицы и финишировал пятым. В полуфинальном матче плей-офф против «Уимблдона» был установлен клубный рекорд посещаемости — 4112 зрителей.
Сезон 2011/12 сложился для команды очень удачно. В Кубке Англии были пройдены «Мансфилд Таун», «Уиком Уондерерс» и «Йовил Таун». Клуб впервые дошёл до третьего раунда турнира, в котором уступил «Блэкпулу» со счётом 1:5. Единственный мяч «Флитвуда» в этом матче забил Джейми Варди. В ходе чемпионата команда провела 29 игр подряд без поражений, за два тура до финиша выиграв турнир и впервые в истории получив право играть в Футбольной лиге. По окончании сезона Джейми Варди был продан в Лестер Сити за £1 млн (впоследствии сумма сделки увеличилась до £1,7 млн), что стало рекордом для трансфера игрока из команды, не входящей в Футбольную лигу.
Сезон 2012/13 команда также начала хорошо, занимая 3-е место после десяти туров. Затем последовал спад, усугублённый конфликтом между президентом клуба и главным тренером. 1 декабря 2012 года, после поражения в Кубке Англии от «Олдершот Таун», Микки Меллон был уволен. 6 декабря вакантный пост занял Грэм Александер. Следующие пять игр команда провела без поражений, вернувшись на 4-е место. Однако, в следующих пятнадцати играх было одержано всего две победы. Сезон «Флитвуд» завершил на 13 месте.
Перестройка команды принесла свои плоды. Сезон 2013/14 стал успешным. На протяжении почти всего сезона команда входила в тройку лидеров, но на финише чемпионата опустилась на четвёртое место, не сумев напрямую квалифицироваться в лигу выше. В полуфинале плей-офф был обыгран «Йорк Сити», а в финале со счётом 1:0 одержана победа над «Бертон Альбион». «Флитвуд Таун» впервые в своей истории вышел в Первую лигу.
В сезоне 2014/15 команда закрепилась в Первой лиге, заняв по итогам чемпионата 10-е место. Также в 2014 году клуб приобрёл отель на 57 мест в Блэкпуле для нужд молодёжной команды, а в 2015 году был открыт новый тренировочный комплекс в Торнтоне.
Перед стартом сезона 2015/16 руководством клуба была объявлено о том, что клуб будет делать ставку на своих воспитанников и подготовку молодёжи вместо покупки уже состоявшихся игроков. Бюджет команд был существенно сокращён. В стартовых десяти матчах было одержано всего две победы. 30 сентября 2015 года Грэм Александер был отправлен в отставку после поражения 1:5 от «Джиллингема». 6 октября пост главного тренера занял Стивен Прессли. До конца сезона команда балансировала на грани вылета, заняв в итоге 19 место.
20 апреля 2016 года, при участии сэра Алекса Фергюсона, был открыт клубный тренировочный центр Poolfoot Farm.
В июле 2016 года пост тренера покинул Стивен Прессли. Его пост занял немецкий специалист Уве Рёслер. Под его руководством в сезоне 2016/17 команда заняла четвёртое место в чемпионате, а в полуфинале плей-офф проиграла «Брэдфорд Сити».

## Главные тренеры
- Тони Гринвуд (2003—2008)
- Микки Меллон (2008—2012)
- Грэм Александер (2012—2015)
- Крис Лакетти (2015, и.о.)
- Стивен Прессли (2015—2016)
- Уве Рёслер (с 2016)

## Рекорды
Больше всего матчей за клуб провёл защитник Нейтан Понд в 2003—2018 годах — 496 (460 в лигах). Он прошёл с командой весь путь до Первой лиги, выступив в семи разных дивизионах  — это достижение занесено в Книгу рекордов Гиннесса.